# La Forêt-Sainte-Croix
La Forêt-Sainte-Croix  [la foʁɛ sɛ̃t̪ǝ kʁwa] je francouzská obec v departementu Essonne v regionu Île-de-France.

## Poloha
La Forêt-Sainte-Croix se nachází asi 53 km jihozápadně od Paříže. Obklopují ji obce Morigny-Champigny na severu, Puiselet-le-Marais na severovýchodě, Bois-Herpin na východě a na jihu, Marolles-en-Beauce na jihozápadě, Boissy-la-Rivière na západě a Étampes na severozápadě.

## Vývoj počtu obyvatel
Počet obyvatel